# Daryna Bondarczuk
Daryna Ołeksandriwna Bondarczuk, ukr. Дарина Олександрівна Бондарчук (ur. 20 maja 1998) – ukraińska piłkarka i futsalistka, grająca na pozycji bramkarza w klubie Worskła Połtawa, reprezentantka Ukrainy.

## Kariera piłkarska

### Kariera klubowa
W 2013 rozpoczęła zawodową karierę klubową w seniorskiej drużynie Wiktorija Lubar, w którym rozegrała tylko jeden mecz w meczu pucharowym. W grudniu 2013 przeniosła się do klubu Ateks-SDJuSzOR-16 Kijów, grając potem w drużynie futsalowej oraz piłkarskiej  zimowych mistrzostwach Ukrainy. W 2015 została zaproszona do Tarnopolanki Tarnopol, w którym cztery razy broniła bramki zespołu. Na początku 2016 dołączyła do klubu Żytłobud-2 Charków. W 2022 roku w związku z inwazją Rosji na Ukrainę wyjechała do Hiszpanii, gdzie potem występowała w drużynie Dux Logroño. Latem 2022 zawodniczka wróciła do poprzedniego klubu, który w międzyczasie zmienił nazwę na Worskła Połtawa.

### Kariera reprezentacyjna
12 listopada 2018 roku zadebiutowała w seniorskiej kadrze narodowej w wygranym 4:0 meczu towarzyskim z Kosowem. Wcześniej broniła barw juniorskiej reprezentacji U-19.

## Sukcesy i odznaczenia

### Sukcesy klubowe
Żytłobud-2 Charków/Worskła Połtawa
- mistrz Ukrainy: 2016, 2017, 2019/20, 2022/23, 2023/24
- zdobywca Pucharu Ukrainy: 2019/20, 2020/21, 2021/22, 2023